# روبرت يركس
روبرت ميرنز يركس (26 ماي 1876 - 3 فبراير 1956) (بالإنجليزية: Robert Mearns Yerkes)‏ عالِم نفس أمريكي، معروف بعمله في مجال نسبة الذكاء وفي مجال علم النفس المقارن.
كان يركس رائداً في دراسة ذكاء البشر والرئيسيات والسلوك الاجتماعي للغوريلا والشمبانزي. وقد طوّر يركس رُفقة جون ديلينجام دودسون، قانون يركيس دودسون.
مع مرور الوقت، بدأ يركس ينشر مساهماته في علم تحسين النسل في عشرينيات القرن العشرين. تعتبر أعماله منحازة إلى حد كبير تجاه النظريات العنصرية التي عفا عليها الزمن من قبل علماء الأنثروبولوجيا والأكاديميين.
عمل أيضًا في مجلس أمناء خدمة العلوم، المعروف الآن باسم جمعية العلوم والعامة، في الفترة ما بين 1921 و1925.

## روابط خارجية
- روبرت يركس على موقع الموسوعة البريطانية (الإنجليزية)